# اسون یوهانسون (قایقران کانو)
اسون یوهانسون (انگلیسی: Sven Johansson؛ ۱۰ ژوئن ۱۹۱۲ – ۵ اوت ۱۹۵۳) قایقران کانو اهل سوئد بود.
وی در مسابقات کشوری و بین‌المللی در مجموع برندهٔ ۱ مدال طلا، ۱ مدال نقره شده‌است.